# Cambrai
Cambrai (Nederlands, in historische context gebruikelijk Kamerijk, Latijn: Camaracum, ook Cameracum) is een stad in Frankrijk, in het Noorderdepartement (département du Nord) in de regio Hauts-de-France. De gemeente telde 31.568 inwoners op 1 januari 2022.
De stad ligt aan de bovenloop van de Schelde en het oude centrum is gebouwd op de rechteroever die opklimt naar de heuvel in het oosten waarop de citadel staat. De stad is de historische hoofdstad van het Kamerijkse (Cambrésis), een heel vruchtbare streek met löss-bodem en van oudsher een belangrijke graanleverancier van de verstedelijkte Nederlanden.

## Geschiedenis

### Oudheid
De plaats wordt voor het eerst vermeld als Camaraco op de Tabula Peutingeriana, een middeleeuwse kopie van een Romeinse kaart uit de 4e eeuw; later duiken ook de namen Camaracum en Cameracum op. De stad is wellicht ontstaan als een bevoorradingsplaats op de kruising van twee belangrijke heerwegen: die van Bavay naar Amiens en van Atrecht naar Reims. Deze plek lag net buiten het gebied van de Nerviërs, dat na de verovering een Romeinse administratieve entiteit of civitas vormde (civitas Nerviorum). Oorspronkelijk was Bavay de hoofdstad, maar in de 3e eeuw is een duidelijke neergang van de Romeinse aanwezigheid in Noord-Gallië merkbaar en in de late oudheid verschijnen nieuwe administratieve en militaire centra: Kamerijk verving Bavay als hoofdplaats van de civitas Nerviorum (zoals Doornik in dezelfde periode Kassel vervangt als centrum van de civitas Menapiorum). De perifere ligging van Kamerijk in de civitas is wellicht te verklaren vanuit een koloniale functie: de plek was via belangrijke heerwegen goed bereikbaar en vormde een bruggenhoofd naar de rest van het territorium.
Bij de inval van de Franken in de eerste helft van de 5e eeuw werd Kamerijk veroverd door de Frankische hoofdman Chlodio, die een Frankisch rijkje stichtte met Doornik als hoofdstad. Dit gebied vormde kort daarna het kernland van het Frankische rijk onder Clovis. Men vermoedt dat Bavay reeds een christelijk centrum was en dat dit in de late oudheid verhuisde naar Kamerijk, dat een bisschop kreeg. De eerste met naam bekende bisschop is Sint-Vaast (†540), die tegelijk bisschop van Atrecht was; de eerste bisschop die ook in Kamerijk resideerde, was Sint-Gorik. De grenzen van het oude bisdom Kamerijk hernamen ongeveer die van de Romeinse civitas Nerviorum en omvatten de rechter Scheldeoever van de bron tot niet ver van de monding, ten noorden van Antwerpen.

### Middeleeuwen en nieuwe tijden
Het Frankische rijk raakte na de dood van Lodewijk de Vrome verdeeld en bij het Verdrag van Verdun werd Kamerijk in 843 onderdeel van het Middenrijk of Lotharingen. In 870 kwam het door het Verdrag van Meerssen (870) bij het Oost-Frankische Rijk, het latere Heilige Roomse Rijk. In dit oostelijke rijk ontwikkelde zich een stelsel waarbij kerkelijke waardigheidsbekleders wereldlijke macht kregen uit handen van de keizer. Zo gaven de Roomse keizers de bisschop van Kamerijk (in het Duits toen Kamerich) in 947 de wereldlijke (grafelijke) macht over de stad Kamerijk en in 1007 ook over het Kamerijkse. Hierdoor ontstond een tweeslachtige situatie: de graaf-bisschop van Kamerijk was politiek een vazal van de 'Duitse' keizer, terwijl hij kerkelijk ondergeschikt was aan de aartsbisschop van Reims, die traditioneel de Franse koningen zalfde. Tegelijk vormde het bisdom Kamerijk een personele unie met het bisdom Atrecht (tot de 11e eeuw), dat tot het Franse koninkrijk behoorde. De relatie tussen de graaf-bisschop en de stedelingen van Kamerijk was vaak gespannen. Door de Investituurstrijd raakte het bisschopsambt verzwakt en konden de burgers in 1077 gemeentelijke privileges van hun graaf-bisschop afdwingen, zoals overal elders in het Duitse rijk gebeurde. Dit maakte Kamerijk tot een van de oudste stadsgemeenten in wat nu Frankrijk is. Aan het begin van de 13e eeuw zou de graaf-bisschop zijn greep op de stad opnieuw versterken, wat herhaaldelijk tot confrontaties en financiële crises leidde.
In 1123, 1129, 1145 en 1148 vonden in Kamerijk grote stadsbranden plaats.
Voor de middeleeuwse economie was vooral de textielproductie van belang, alsook de handel in graan. Als bisschopszetel kende de stad haar hoogtepunt in de 11e eeuw, maar ze groeide daarna nauwelijks nog en kende niet de demografische en stedelijke ontwikkeling van de noordelijker steden in het 'Franse' graafschap Vlaanderen en het 'Duitse' graafschap Henegouwen.

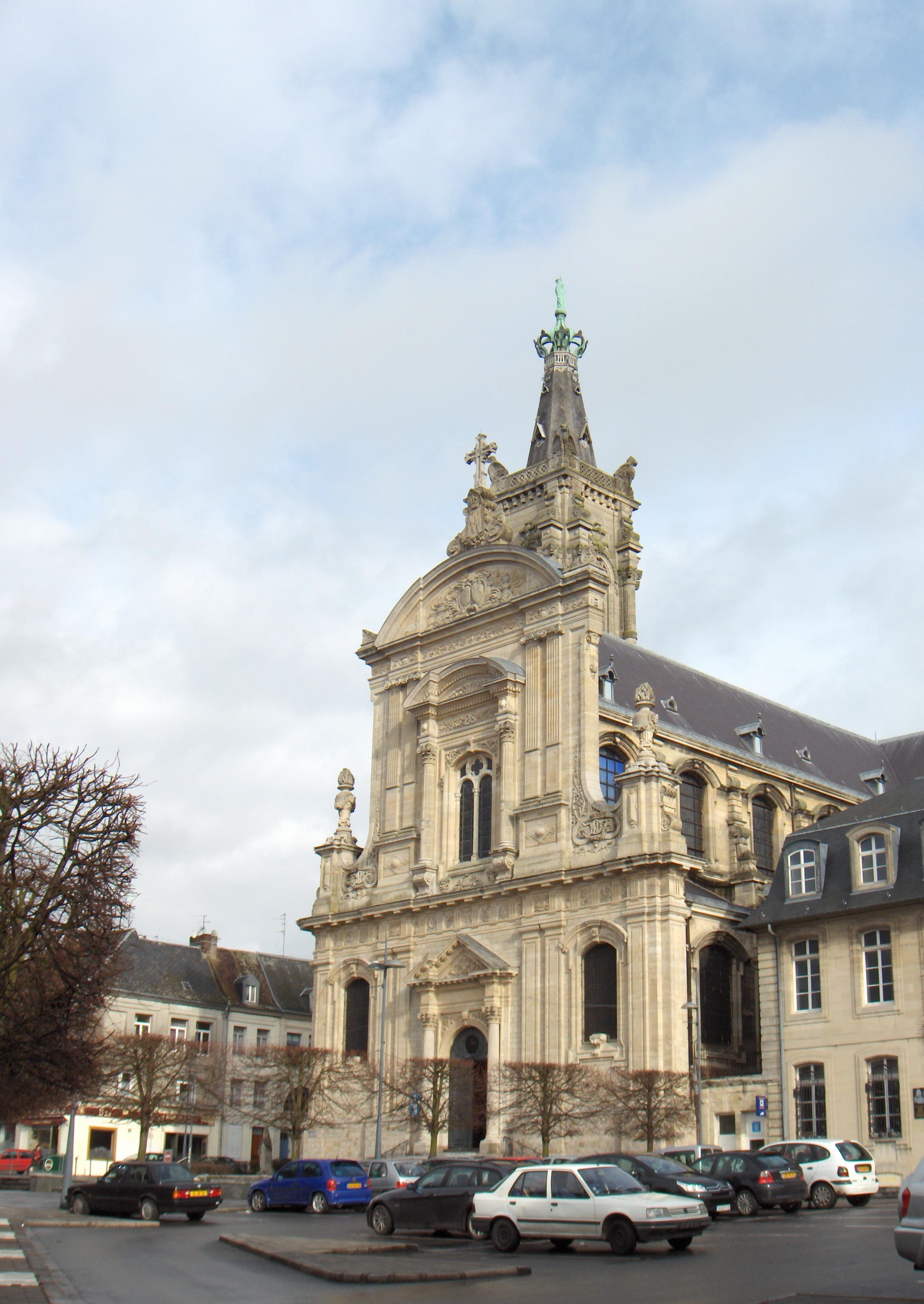
Onze-Lieve-Vrouwekathedraal van Kamerijk (voormalige abdijkerk van de Heilig-Grafabdij, 18e eeuw)

Aan het einde van de middeleeuwen kwam de stad steeds sterker onder invloed van de Bourgondische hertogen, die door hun expansiepolitiek de stad territoriaal haast omsingelden. In 1543 voegde keizer Karel V de stad bij de Habsburgse Nederlanden. Om de stad tegen de dreiging vanuit Frankrijk te verdedigen liet hij aan de rand van de stad een nog bestaande citadel bouwen, op de heuvel waar vroeger de Sint-Goriksabdij stond. In 1559 werd de kerkelijke indeling in de Nederlanden hertekend (als een maatregel van de katholieke contrareformatorische politiek na het Concilie van Trente). Kamerijk werd, naast Utrecht en Mechelen de zetel van een aartsbisdom, met name voor bijna alle Franstalige Nederlandse provincies.
Tijdens de expansieoorlogen van Lodewijk XIV van Frankrijk werd Kamerijk belegerd en ingenomen. De Vrede van Nijmegen in 1678 maakte de stad definitief een deel van Frankrijk, en tegelijk verloor de aartsbisschop zijn wereldlijke macht en zijn zetel in de Rijksdag van het Heilige Roomse Rijk.

### Franse Revolutie
De Franse Revolutie vormde een keerpunt in de geschiedenis en de aanblik van de stad. Niet alleen werd het aartsbisdom afgeschaft, maar een groot aantal kerken en kloosters werden afgebroken, zo ook de Oude kathedraal van Kamerijk die bekendstond als Wonder der Nederlanden. Uiteindelijk bleven in de huidige stad slechts twee voormalige abdijkerken en één kloosterkerk over (er waren oorspronkelijk 8 parochiekerken en ca. 20 kloosterkerken). Deze uitzonderlijk zware tol is vermoedelijk te wijten aan de grote macht van de kerkelijke instellingen, die tot 40% van de grond in Kamerijk en het Kamerijkse bezaten.

### 19e en 20e eeuw

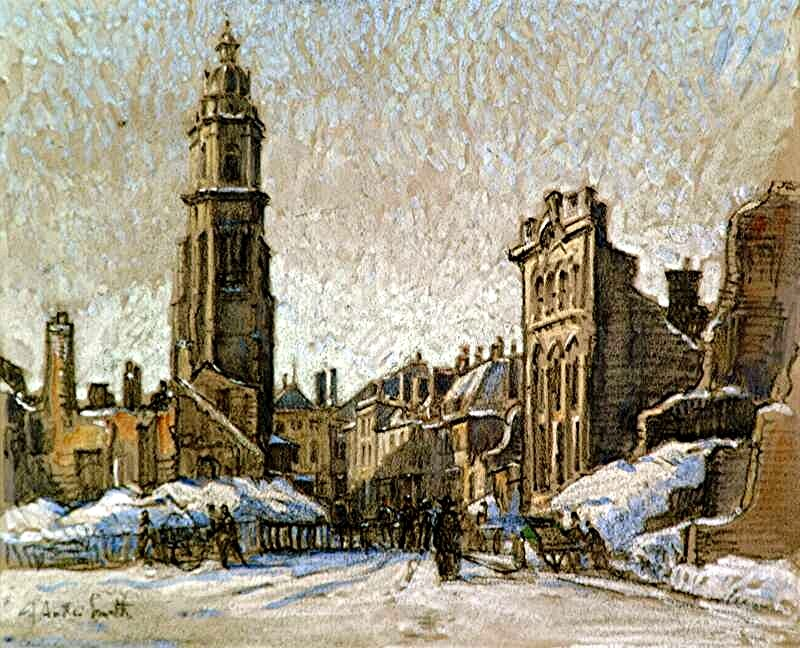
Cambrai tijdens de Eerste Wereldoorlog, schilderij van Jules André Smith

Cambrai heeft maar zeer beperkt deel gehad aan de industriële revolutie, die nochtans kenmerkend is voor het Noorderdepartement. In 1857 kwam er een eerste treinstation in de stad. De oude stadsomwalling werd grotendeels gesloopt en zo konden nieuwe wijken gebouwd worden voor de groeiende bevolking. Vanaf 1870 werd Cambrai een garnizoensstad.
Tijdens de Eerste Wereldoorlog viel Cambrai in 1914 in Duitse handen. Tussen 20 november tot 3 december 1917 werd bij de stad de Slag bij Cambrai uitgevochten. Het was het eerste succesvolle gebruik van tanks. Na de oorlog moest dringend gezocht worden naar huisvesting voor de ontheemden en voor de arbeiders die instonden voor de wederopbouw. Zo ontstond bijvoorbeeld de Quartier Amérique in het noordoosten van de gemeente. Na de Tweede Wereldoorlog zette deze stadsuitbreiding zich verder en kwam er veel sociale woningbouw, deels in hoogbouw.
In 1971 werd de gemeente Morenchies bij Cambrai gevoegd.

## Naam
Zoals veel plaatsen in Noord-Frankrijk heeft Cambrai een Nederlandse en een Franse benaming. De namen Kamerijk en Cambrai zijn beide apart ontwikkeld uit de Gallo-Romeinse naam Camaracum. Niettemin is Cambrai vanaf de Romeinse tijd steeds een Romaanse, Franstalige stad geweest. Dat er een eigen Nederlandse naam bestaat, is te danken aan de  rol die de stad speelde in de geschiedenis van de Nederlanden als hoofdstad van een bisdom (civitas nerviorum) dat in de middeleeuwen reikte tot diep in Nederlandstalig gebied (o.a. Zuid-Oost-Vlaanderen, Antwerpen, Brussel, de Kempen).

## Geografie
De oppervlakte van Cambrai bedroeg op 1 januari 2022 18,18 vierkante kilometer; de bevolkingsdichtheid was toen 1.736,4 inwoners per km².
De onderstaande kaart toont de ligging van Cambrai met de belangrijkste infrastructuur en aangrenzende gemeenten.

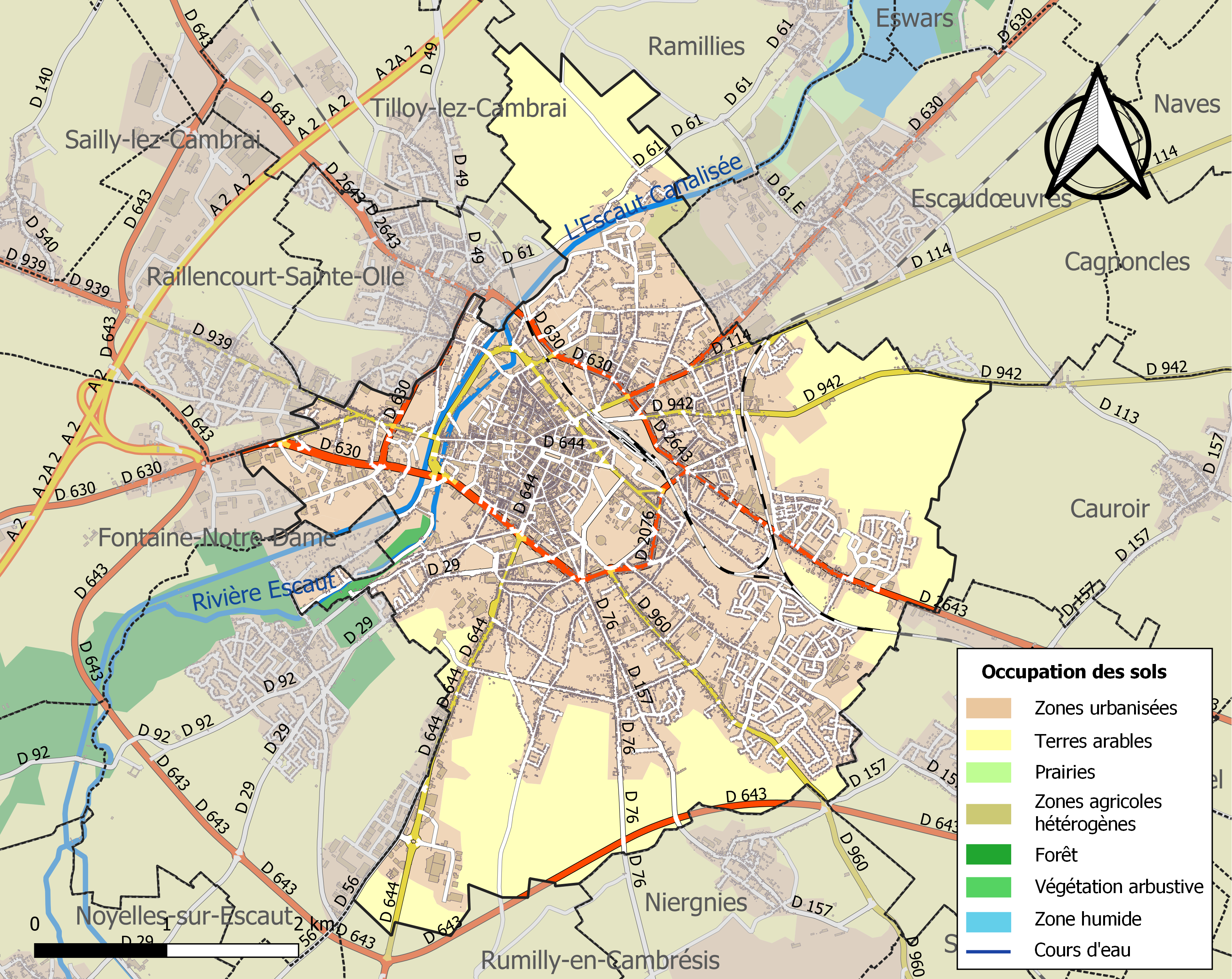

## Demografie
Onderstaande figuur toont het verloop van het inwonertal (bron: INSEE-tellingen).

## Verkeer en vervoer
In de gemeente ligt het spoorwegstation Cambrai, die de steden Lille (Rijsel), Saint-Quentin en Douai met elkaar verbindt.
De autosnelweg A2 loopt ten westen van de gemeente.
De rivierhaven Port de Cantimpré werd geopend in 1784 en werd aanvankelijk bereikt via een oude Scheldearm. Na de ontmanteling van de stadsomwalling kon het Canal de l'Escaut doorgetrokken worden tot de haven en werd deze aangepast aan grotere schepen door de bouw van een nieuwe sluis (1900). Er kwamen ook nieuwe dokken en opslagloodsen. Na de opening van het Canal de Saint-Quentin nam het scheepvaartverkeer nog toe en bereikte zijn hoogtepunt in 1913. Aan het einde van de 20e eeuw sloot de handelshaven en kreeg de Port de Cantimpré een nieuwe functie als haven voor de pleziervaart.

## Cultuur
Het Musée des Beaux-Arts is een geschiedenis- en kunstmuseum. Het is gevestigd in het 18e-eeuwse Hôtel de Francqueville. Verder is er het Musée Millitaire de Cambrai, dat de geschiedenis vertelt van de militaire aanwezigheid van het Franse leger in Cambrai vanaf 1870. Onder andere het 1e Infanterieregiment was hier ingekwartierd. In het Spaans Huis uit 1595 is de dienst voor Toerisme gevestigd.

### Bêtises

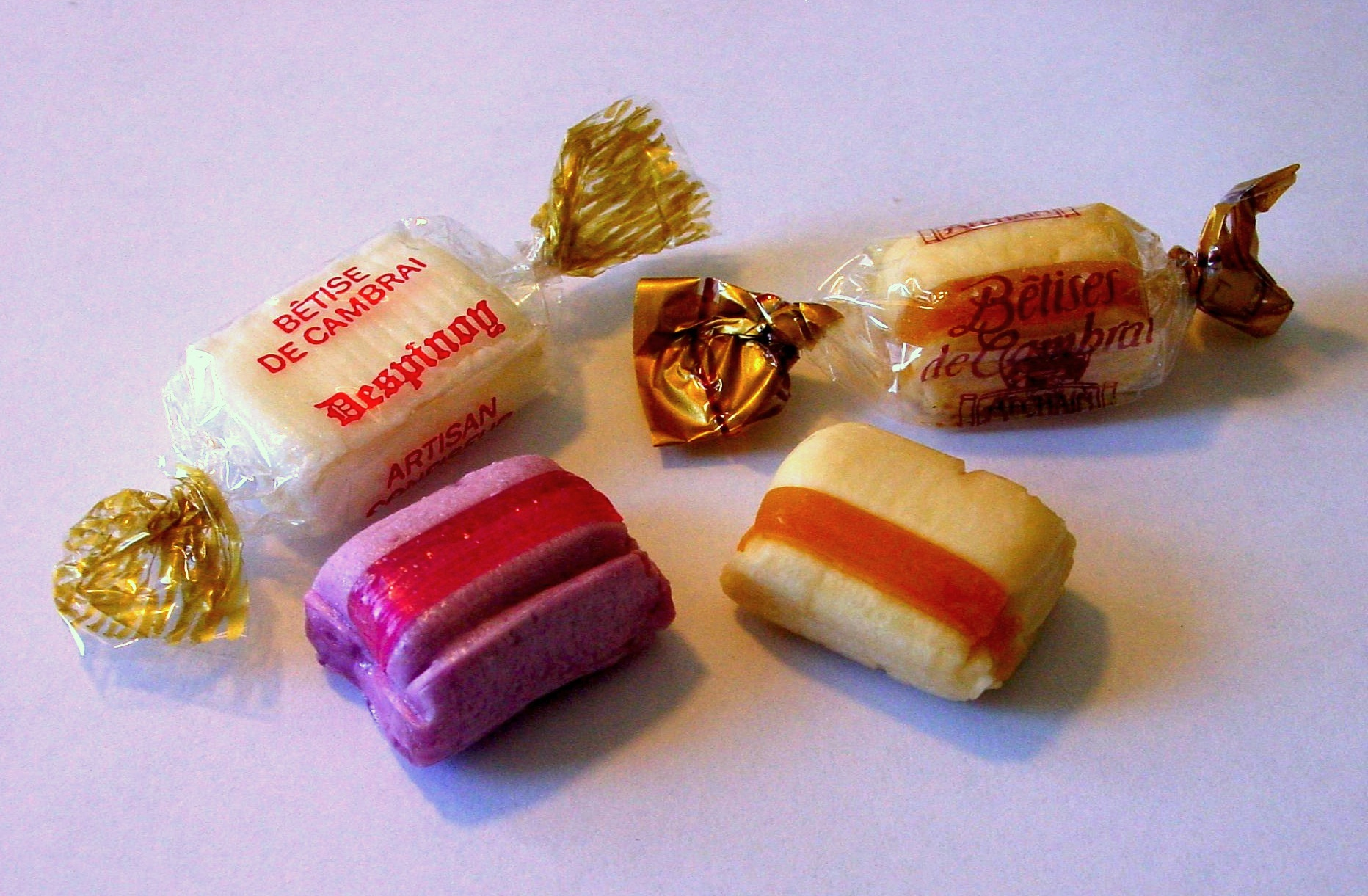
Verschillende bêtises de Cambrai, rechts het origineel

De stad is bekend door de bêtise de Cambrai, een karamelsnoepje dat volgens de overlevering is ontstaan omstreeks 1850 door een vergissing in de bereiding. Deze lekkernij kreeg wereldwijde bekendheid door het Asterix-verhaal De ronde van Gallia, waarin de stripheld bêtises koopt om aan te tonen dat hij in Kamerijk is geweest. Geïnspireerd op de bêtise de Cambrai is in 1954 de Carambar ontwikkeld. De caramelreep, gewikkeld in een geel papiertje met aan de binnenkant een grapje, oftewel een bêtise, is populair onder de Franse jeugd.

## Sport
Kamerijk was drie keer etappeplaats in de wielerkoers Tour de France. Er startte twee keer een etappe en eenmaal was het de aankomstplaats. Dat was in 2015 toen de Duitser Tony Martin er won.

## Geboren in Cambrai
- Baptiste de Cambrai (13e eeuw), vermeend uitvinder van het Batist en/of Kamerdoek, ook wel genoemd als uitvinder van de textielsoort chambray.
- Jeanne Lefranc (overleden ca. 1519), moeder van hervormer Johannes Calvijn
- Antoine François Saint-Aubert (1715-1788), kunstschilder
- Charles-François Dumouriez (1739-1823), generaal
- Louis Blériot (1872-1936), luchtvaartpionier
- Henri de Lubac (1896-1991), jezuïet en kardinaal
- Kevin Lejeune (1985), voetballer
- Florian Sénéchal (1993), wielrenner
- Quentin Jauregui (1994), wielrenner